# Synchlora marginiplaga
Synchlora marginiplaga är en fjärilsart som beskrevs av Walker 1861. Synchlora marginiplaga ingår i släktet Synchlora och familjen mätare. Inga underarter finns listade i Catalogue of Life.